# Масахіро Канаґава
Масахіро Канаґава (яп. 金川 真大, нар. 7 травня 1983, пом. 21 лютого 2013) — японський вбивця. Був страчений за вбивство двох осіб.

## Вбивство
Злочин стався на вулиці Цучіура. Масахіро почав справжню різанину. Сім осіб було поранено ножем. Один, молодший чоловік, помер по дорозі до лікарні. Поліція прибула до району трагедії, та заарештувала Канаґава. Згодом він був також звинувачений у вбивстві літнього чоловіка, якого він зарізав у його будинку.

## Суд та страта
Канаґава багато грав у жорстку комп'ютерну гру «Ninja Gaiden Dragon Sword» та бажав бути страченим. Через важкість злочину його стратили 21 лютого 2013 разом з іншим вбивцею Каору Кобаяші.